# 教育学研究科
教育学研究科（きょういくがくけんきゅうか、英称：The Graduate School of  Education）は、日本の大学院研究科のうち、教育学に関する高度な教育・研究を行う機構の1つである。具体的な研究分野については教育学部も参照。

## 概要
主に、教育学部の上位に連続した形で設置され、博士前期課程（修士課程）および博士後期課程（博士課程）あるいはそれに相当する課程で構成される。
学位は、修士課程は修士（教育学）を、博士課程は博士（教育学）を修めることができる。包摂する領域を掲げる研究科、専攻またはコースは、それに相当する専攻名称等に応じた学位を修める。教員養成系と教育学系（教育とその関連領域（学際領域）に関する基礎的な教育研究）の２つに大別することができる。
また教育学研究科の多くは心理療法の専門家である臨床心理士を養成するための臨床心理士指定大学院の役割も担っており、心理学専攻、臨床心理学専攻、学校臨床心理専攻などの幅広いコースがある。

## 教育学研究科を置く大学
国立
- 北海道大学
- 弘前大学
- 岩手大学
- 秋田大学
- 東北大学
- 宮城教育大学
- 新潟大学
- 茨城大学
- 宇都宮大学
- 群馬大学
- 埼玉大学
- 千葉大学
- 東京大学
- 東京学芸大学
- 横浜国立大学
- 福井大学
- 信州大学
- 山梨大学
- 静岡大学
- 岐阜大学
- 愛知教育大学
- 三重大学
- 滋賀大学
- 京都大学
- 京都教育大学
- 大阪教育大学
- 奈良教育大学
- 和歌山大学
- 兵庫教育大学
- 岡山大学
- 島根大学
- 広島大学
- 山口大学
- 香川大学
- 愛媛大学

（ 九州大学大学院⇒「教育学を専攻できる他の研究科名称」の節を参照。）
- 熊本大学
- 福岡教育大学
- 佐賀大学
- 長崎大学
- 大分大学
- 宮崎大学
- 鹿児島大学
- 琉球大学

公立
- 福山市立大学

私立
- 文教大学
- 玉川大学
- 東京福祉大学
- 武蔵野大学
- 早稲田大学
- 日本体育大学
- 愛知淑徳大学
- 中部大学
- 皇學館大学
- 佛教大学
- 芦屋大学
- 関西学院大学
- 山口学芸大学

- 星槎大学（通信制）

## 教育学研究科と類似する研究科名称
- 北海道大学大学院 教育学院
- 東北大学大学院 教育情報学教育部
- 筑波大学大学院 教育研究科
- 上越教育大学大学院 学校教育研究科
- 名古屋大学大学院教育発達科学研究科
- 兵庫教育大学大学院 学校教育研究科
- 鳴門教育大学大学院 学校教育研究科
- 青山学院大学大学院 教育人間科学研究科
- 東京理科大学大学院 科学教育研究科
- 京都女子大学大学院 発達教育学研究科

## 教育学を専攻できる他の研究科名称
- 福島大学大学院 人間発達文化学類 教職教育専攻
- 学習院大学大学院 人文科学研究科 教育学専攻
- 慶応義塾大学大学院 社会学研究科 教育学専攻
- 上智大学大学院 総合人間科学研究科 教育学専攻
- 日本女子大学大学院 人間社会研究科 教育学専攻
- 国際基督教大学大学院 アーツ・サイエンス研究科 心理・教育学専攻 教育学専修
- 神戸親和女子大学大学院 文学研究科 教育学専攻
- 九州大学大学院 人間環境学府 教育システム専攻